# Hostitelka
Hostitelka (anglicky „Hostess“) je vědeckofantastická povídka spisovatele Isaaca Asimova, která vyšla poprvé v květnu 1951 v časopise Galaxy. Byla následně zařazena do sbírky Nightfall and Other Stories (1969). Česky vyšla ve sbírce Sny robotů (1996).

## Postavy
- Rose Smollettová – bioložka
- Drake Smollett – policista, manžel Rose
- Harg Tholan – mimozemšťan z Hawkinovy planety

## Děj
Lidé začali cestovat vesmírem a navázali kontakt se 4 dalšími inteligentními nehumanoidními rasami. Harg Tholan, doktor z Hawkinovy planety přilétá na Zemi a je ubytován u Rose Smollettové, bioložky. Rose je necelý rok provdána za policistu Drakea, ve skutečnosti ale agenta tajné vládní organizace. Účelem cesty dr. Tholana na Zemi je snaha o bádání ohledně tzv. útlumové smrti, zvláštní nemoci na Zemi neznámé. Drake je vůči němu podezřívavý a tak jej násilím donutí, aby řekl, co přesně má v úmyslu. Dr. Tholan prozradí svou teorii o šesté parazitické rase ve vesmíru, která nemá fyzickou podobu a žije v myslích Pozemšťanů. Důsledkem její aktivity je zastavení růstu člověka v dospělosti a jeho stárnutí, zatímco ostatní čtyři rasy žijí neurčitě dlouho a nikdy nepřestávají růst. Tato útlumová smrt se u nich začala objevovat teprve po kontaktu s lidskou rasou. Drake, jehož úřad o této nemoci a o plánech Hawkinsanů ví, Tholana zastřelí a odejde odklidit tělo. Rose, která je všeho svědkem, nyní ví, že se Drake už nikdy nevrátí. Skrytá parazitická rasa nutí čas od času muže ke zmizení.

### Související článek
- Parazit – povídka s obdobným tématem od britského spisovatele Arthura C. Clarka